# Gmina Harlan (hrabstwo Fayette)

Położenie Gminy Harlan w hrabstwie Fayette

Gmina Harlan (ang. Harlan Township) – gmina w USA, w stanie Iowa, w hrabstwie Fayette. Według danych z 2000 roku gminę zamieszkiwało 844 mieszkańców, a jej powierzchnia wynosi 95,28 km².